# Cercopis rubescens
Cercopis rubescens är en insektsart som först beskrevs av Victor Lallemand 1949.  Cercopis rubescens ingår i släktet Cercopis och familjen spottstritar. Inga underarter finns listade i Catalogue of Life.